# Franklin (Indiana)
Franklin é uma cidade localizada no estado americano de Indiana, no Condado de Johnson.

## Demografia
Segundo o censo americano de 2000, a sua população era de 19.463 habitantes.
Em 2006, foi estimada uma população de 22.356, um aumento de 2893 (14.9%).

## Geografia
De acordo com o United States Census Bureau tem uma área de
29,2 km², dos quais 29,2 km² cobertos por terra e 0,0 km² cobertos por água. Franklin localiza-se a aproximadamente 221 m acima do nível do mar.

## Localidades na vizinhança
O diagrama seguinte representa as localidades num raio de 16 km ao redor de Franklin.